# Astral (film)
Pour les articles homonymes, voir Astral.
Pour plus de détails, voir Fiche technique et Distribution.
Astral est un film dramatique horrifique britannique réalisé par Chris Mul, sorti en 2018. Il s'agit de son premier long métrage.

## Synopsis
Alex Harmann était encore jeune, lorsque sa mère s'est suicidée. Devenu étudiant, il essaie la projection astrale afin de renouer le contact avec sa mère. Après cette expérience, tout vire au cauchemar.

## Fiche technique
Sauf indication contraire, les informations mentionnées dans cette section peuvent être confirmées par la base de données cinématographiques IMDb,  présente dans la section « Liens externes ».
- Titre original et français : Astral
- Réalisation : Chris Mul
- Scénario : Chris et Michael Mul
- Musique : Ed Watkins
- Décors : Madeau Christou
- Costumes : Sallyann Short
- Photographie : Charles Heales
- Montage : Giorgio Galli
- Production : Christos Kardana et Chris Mul
- Production déléguée : Rudy Lobo et Michael Mul
- Société de production : Craven Street
- Société de distribution : Vertical Entertainment (États-Unis)
- Pays d'origine :  Royaume-Uni
- Langue originale : anglais
- Format : couleur
- Genre : drame horrifique
- Durée : 83 minutes
- Dates de sortie :
  - États-Unis : 13 octobre 2018 (Festival international du film de San Diego)
  - Royaume-Uni : 24 janvier 2019
  - France : 7 décembre 2020 (VàD)

## Distribution
- Frank Dillane : Alex Harmann
- Vanessa Grasse (en) : Alyssa Hodge
- Trevor White (en) : Gareth Powell
- Mark Aiken (en) : Dr James Lefler
- Juliet Howland : Michelle Collins
- Damson Idris : Jordan Knight
- Ned Porteous (en) : Ben Lawrence
- Jennifer Brooke : Karina Richardson
- Darwin Shaw : Joel Harmann
- Catherine Steadman (en) : Claire Harmann

## Production
La directrice de casting Alice Purser tombe sur l'acteur Frank Dillane qui, lui-même, a souffert de la paralysie du sommeil qui rend bien à son personnage Alex Harmann.

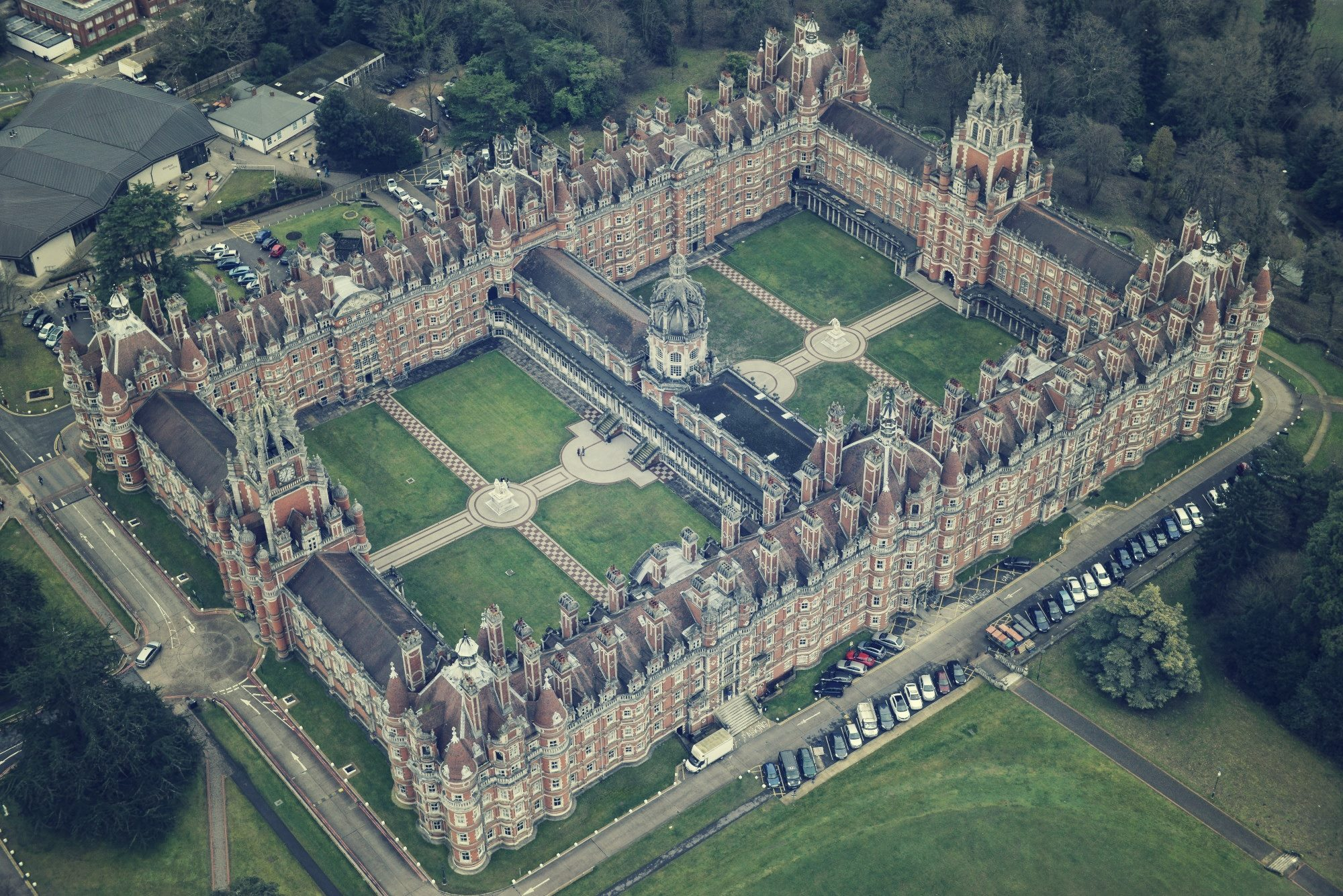
Vue du ciel sur l'université Royal Holloway.

Le tournage a été tourné en douze jours, à Londres, en Angleterre, précisément à l'université Royal Holloway et le quartier de Wimbledon, entre 17 août et 29 août 2015, avant le retour des étudiants sur le campus.

## Accueil

### Festival et sorties
Le film est sélectionné et présenté en avant-première mondiale le 13 octobre 2018 au festival international du film de San Diego aux États-Unis.

### Critique
Pour Dennis Harvey de Variety, le film est mauvais et souligne : « Vous souhaiterez pouvoir vous projeter dans une différente dimension spectaculaire tout en parcourant Astral » (« You’ll wish you could project yourself into a different entertainment dimension while slogging through Astral »).